# Sungai Daun
Sungai Daun is een bestuurslaag in het regentschap Rokan Hilir van de provincie Riau, Indonesië. Sungai Daun telt 4383 inwoners (volkstelling 2010).